# Артур III (герцог Бретані)
Артур III Справедливий (Arthur III le Justicier, 24 серпня 1393 — 26 грудня 1458) — герцог Бретані у 1457—1458 роках, видатний французький військовик часів Столітньої війни.

## Життєпис

### Участь у Столітній війні
Походив з роду Дрьо-Монфор. Другий син Жана V, герцога Бретані, та Жанни (доньки Карла II, короля Наварри). Народився у 1393 році. Замолоду виявив хист та любов до військової справи.
У боротьбі бургіньонов і арманьяків Артур з 1410 року останніх і був противником англійців. 1414 року перебрався до Парижу, де став користуватися довірою дофіна Людовика, який надав Артуру баронство Партеней.
У 1415 році брав участь в битві при Азенкурі, що закінчилася розгромом французької армії. Тут Артура було важко поранено, англійці знайшли його на поле бою напівживого, під купою мертвих тіл.
Він залишався в англійському полоні до 1420 року. Оскільки його мати, що після смерті Жана V вийшла заміж за короля Англії Генріха IV і знову встигла овдовіти, жила в Лондоні, то Артура поселили у неї. Він врешті-решт зміг відновити здоров'я, хоча його обличчя так і залишилося знівеченим шрамами.
У 1420 році він був відпущений англійцями після обіцянки встати на їх бік і переконати брата Жана VI, герцога Бретані, підтримати договір в Труа, що й було зроблено. До того ж отримав титул графа Річмонда. 1422 року отримав від англійського короля Генріха V титул герцога Туреньського. Для зміцнення зв'язків з англо-бургундською коаліцією 1423 року в Діжоні відбувся шлюб з донькою бургундського герцога Жана Безстрашного.
1424 року Артур посварився з англійцями і перейшов на бік дофіна Карла, який призначив його губернатором Беррі. 1425 року за сприянням брата Жана VI та Іоланди Арагонської (дружини Людовика II, герцога Анжу) отримав від дофіна посаду конетабля. 1426 року перебрався до Бретані, де став набирати війська для кампанії проти Англії. Втім спочатку зазнав невдачі при облозі Сен-Жака неподалік від Авранша, а потім у битві при Мон-Сен-Мішель. У 1427 року посварився з дофіном Карлом, заарештувавши П'єра де Жіаса (королівського фаворита), після чого залишив французькій двір.
У 1429 році Артур де Річмонд, зібравши війська в Бретані, без дозволу дофіну рушив до Орлеана, потім з'єднався з армією Жанни д'Арк напередодні битви при Пате. Річмонд брав участь в цій битві, що закінчився блискучою перемогою французів. Жанна докладала зусиль до примирення Артура з королем і домоглася певного результату, однак на коронацію Карла в Реймсі Артура де Річмонда так і не запросили.
1432 року припинив конфлікт між братом Жаном VI і Жаном II, герцогом Алансону. Того ж року особистий ворог конетабля Жорж де ла Тремуйль був відправлений на заслання, як помсту він зробив спробу отруїти графа Річмонда, але вона не вдалася. Невдовзі останній знову став користуватися милістю короля Франції, який призначив Артура де Річмонда очільником королівського війська почав вживати енергійних заходів по вигнанню англійців з країни. Був ініціатором військової реформи, яка дозволила перетворити погано організоване військо французьких лицарів в регулярне і професійне військо.
У липні 1434 року відвоював місто Лаон і Бове. Невдовзі було захоплено абатство Сен-Дені, що розташовується неподалік від Парижа. 1435 року допоміг укласти Арраський договір між Карлом VII, королем Франції, та Філіппом III, герцогом Бургундії.
1436 року призначено королівським лейтенантом Іль-де-Франсу, Нормандії, Шампані і Брі. Слідом за цим 15 квітня зумів відвоювати Париж. У 1439 року зумів захопити Мо, що була однією з найпотужніших фортець Франції. 1440 року придушив повстання французької знаті на чолі із дофіном Людовиком відоме як Прагерія.
1441 року відвойовує фортецю Понтуаз. У 1442 році невдовзі після смерті дружини в Нераці вдруге оженився з донькою графа Альбре. Того ж року здійснює великий похід до Гієні, що тривалий час володіли англійці, захопивши місто Тарт.
1443 року сприяв укладанню перемир'я з Англією, яке було укладено в Турі. Річмонд використав час для завершення військової реформи. Насамперед повністю впроваджено військову дисципліну. У 1444 році раптово помирає його друга дружина. 1445 року започаткував ордонансні роти, що складалися з професійних вояків, чим поклав основу професійної армії Франції.
1446 року йому доручено звільненні Нормандії. Водночас він оженився на доньці графа Сен-Поль. підготовка до військової кампанії тривало протягом 1447—1448 років. 1449 року, скориставшись конфліктом Бретані та Англії за прикордонні землі в Нормандії, Артур де Річмонд розпочав бойові дії проти англійців. Разом з бретонським принцом П'єром зайняв Фужер, Кутанс, Авранш. Спільно з Карлом I Бурбоном, герцогом де Клермоном, Артур де Річмонд командував французькою армією, яка здобула над англійцями блискучу перемогу при Форміньї в 1450 році. Незабаром зайняв місто Кан. після цього отримав призначення королівського намісника Нормандії.
у 1451 році спонукав свого небіжа — герцога Бретонського — страти вбивць іншого небожа Жиля, вбито ще у 1450 році. В подальшому перебував в Нормандії або при королівському дворі.

### Правління
У 1457 році після смерті свого небожа П'єра II Артур став герцогом Бретані. З цього моменту відчував себе більше герцогом, ніж конетаблем Франції: "Як конетабля, я перебуваю під командуванням короля, але герцогство ніколи не було частиною королівства. Як герцог, я не відмовлюся від слів в моїй клятві, і буду захищати і підтримувати прерогативи моєї країни .
Через рік, у грудні 1458 року помер в Нанті і був похований в міському соборі. Новим герцогом став його небіж Франциск, граф Етамп.

## Родина
1. Дружина — Маргарита, донька Жана, герцога Бургундії
дітей не було
2. Дружина — Жанна, донька Карла II д'Альбре
дітей не було
3. Дружина — Катерина, донька П'єра I де Люксембург-Сен-Поль, графа де Сен-Поль і де Брієнн
дітей не було
4. Бастард:
- Жаклін (д/н—після 1457), дружина Артура Брекара, капітана Мервана